# Улица Русу
У́лица Ру́су (лит. Rusų gatvė, Русская улица) — улица в Старом городе Вильнюса.

## Общая характеристика
Длина улицы около 150 метров. Граничит с улицами Майронё, Литерату и Латако. Улица была проложена в 1905 году. На улице находятся 3 здания. В здании под номером 1 (Rusų gatvė g. 1) располагается галерея. В здании под номером 3 (Rusų gatvė g. 3) располагается частная Вильнюсская международная школа. 
В 2016 году на перекрестке улиц Русу и Майронё была открыт указатель с названием улицы на русском языке. В 2022 году некоторые литовские политики высказывали желание переименовать улицу.